# 部子山
部子山（へこさん）は、福井県今立郡池田町と大野市の境界にある標高1,464 mの山。

## 概要
九頭竜川水系の部子川や真名川の支流の源流の山である。泰澄が開山したという伝承があり、「越前五山」（越知山、文殊山、日野山、蔵王山（吉野ヶ岳）、白山又は部子山）の一つとされる場合がある。

## 山名の由来
山頂に継体天皇の妃・目子媛をまつる祠があり、目子ノ岳とよばれたのが部子岳、さらに部子山に変わったという。

## 登山
登山口は路線バスの停留所から離れており、マイカーで行く必要がある。未舗装の林道が山頂近くまで通じている。山頂部の西には部子神社跡と能楽の里牧場がある。

## 周辺の山
- 銀杏峯（げなんぽう）
- 荒島岳
- 経ヶ岳